# Oficial (oficio)

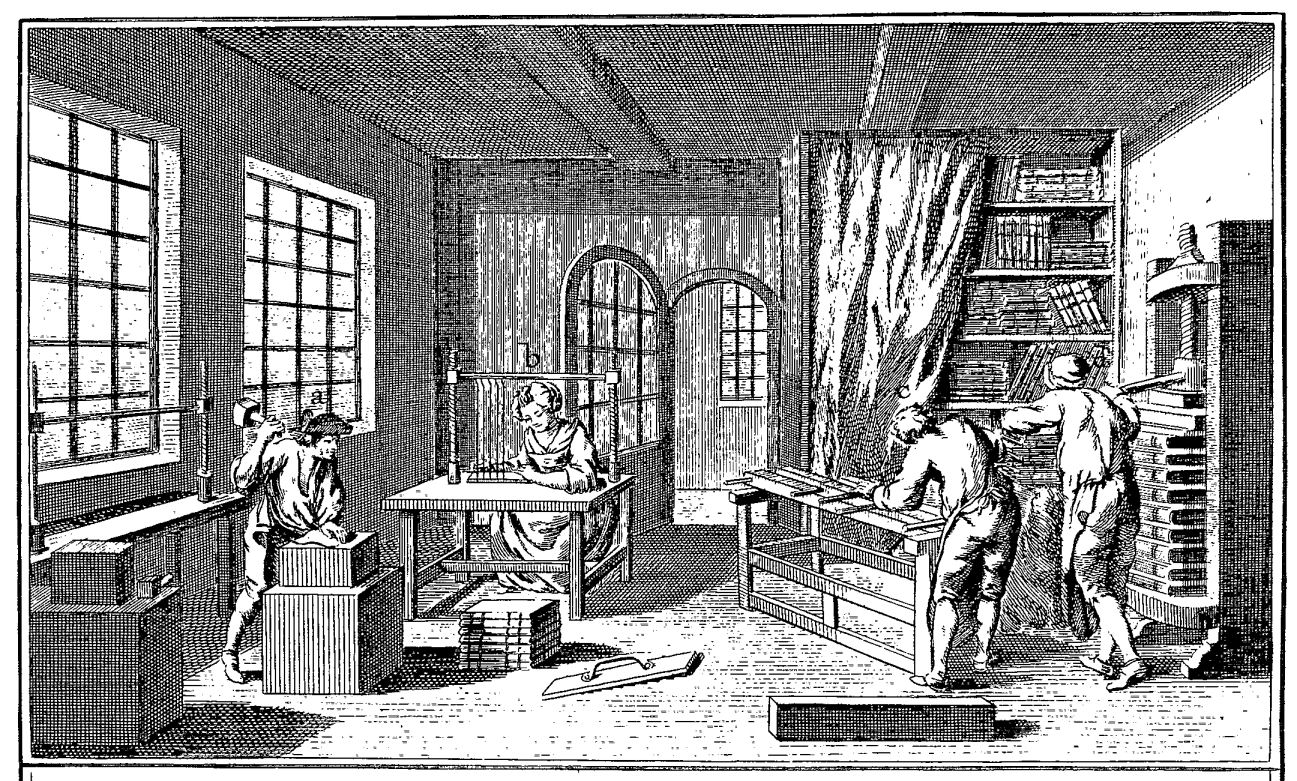
Oficiales trabajando en un taller de encuadernación (Francia,)

El oficial era el miembro del gremio que había superado el período de aprendizaje y que no había alcanzado el grado de maestro, por lo que trabajaba para este a cambio de un salario.

## Historia
Los oficiales eran llamados en el Reino de Francia valets o compagnos, un término este último que también aparece en la Cataluña del siglo XV (companyons), donde también eran llamados joves o macips. La principal aspiración de los oficiales era conseguir alcanzar el grado de maestro para poder tener su propio taller, y no tener que seguir trabajando para otros a cambio de un salario. Sin embargo, se encontraron con la fuerte oposición de los maestros ya establecidos que no querían que se abriesen más talleres de su mismo oficio. Para ello, sobre todo a partir de finales del siglo XIV, establecieron un riguroso examen en el que los oficiales aspirantes a maestros debían demostrar el conocimiento del oficio mediante la realización de una "obra maestra", previo pago de unas cantidades de dinero bastante elevadas para poder presentarse a la prueba. Esto levantó las protestas de los oficiales sobre todo porque los hijos de los maestros estaban dispensados o bien del pago de los derechos de examen, o bien de realizar la prueba, y en ocasiones de las dos cosas. Todo ello condujo a muchos oficiales a distanciarse del gremio y a formar organizaciones propias para la defensa de sus intereses específicos, frente a los maestros, que por otro lado dominaban los gremios pues solo ellos podían acceder a los cargos de dirección de los mismos (llamados consuls, prudhommes, prévots en Francia; jurados y veedores en Castilla; priors y cònsols en Cataluña; mayordomo en Aragón; clavaris en Valencia y sobreposats en Mallorca).